# إسماعيل لزعر
إسماعيل لزعر  (بالهولندية: Ismael Lazaar)‏ ( من مواليد 12 نوفمبر 1990 في تلبرغ ) هو لاعب كيك بوكسينغ هولندي من أصل مغربي اشتهر بقصر قامته ووزنه الزائد وأسلوبه المميز في اللعب وسرعة ضرباته القاضية. وقد رفض لزعر اللعب باسم النادي الهولندي مفضلا اللعب لحساب بلده الأصلي المغرب بأمواله الخاصة.
في عام 2014 حصل على لقب ENFUSION العالمي للوزن الثقيل في الكيك بوكسينغ. كما حصد المركز الأول في النسخة الرابعة من بطولة جلوبال للفنون القتالية بنادي الطيران بدبي إضافة إلى جائزة تقدر بمليون درهم.
توج عام 2016 بلقب بطولة G.F.C 4 العالمية للكيك بوكسينغ ضد خصمه بعد فوزه بالضربة القاضية في إمارة دبي، وجائزة مليون درهم إماراتي.

## حياته الخاصة
ينتمي لزعر إلى مدينة زايو بإقليم الناظور بالريف، شمال شرق المغرب،

## إنجازاته
- Enfusion Super Heavyweight Champion
- A1 World Combat Cup European Heavyweight Champion